# 事件記者 (テレビドラマ)
『事件記者』（じけんきしゃ）は、NHKが製作し、1958年から1966年まで放映されたテレビドラマである。日活と東京映画によって映画化された。

## 概要
警視庁詰めの新聞記者が所属する「警視庁桜田クラブ」と「居酒屋ひさご」を舞台に、激しい取材合戦を続ける事件記者たちの活躍を描いた群像劇である。
作者である島田一男が、NHKから警視庁を舞台とした脚本の依頼を受けた時、すでに警察内部を題材にした脚本を数本書いていた。そのため、残っている題材は警視庁詰め記者くらいしかなかった。しかし、自身が新聞記者出身である事から、記者時代の経験を生かした形で、知っている記者や事件を思い出しながら書くことができたと島田自身が語った。数多くのレギュラー記者には、それぞれモデルがいるという。
新聞記者という、当時花形の職業を題材にしたドラマは大ヒットし、1966年まで8年続く人気ドラマとなった。少年期にこのドラマを見ていたジャーナリストの池上彰は、ドラマに感激してNHKの事件記者になった。

## テレビドラマ

### NHK版
1958年4月3日 - 1966年3月29日にNHKで399回（279話）放送された。当初は30分番組（2回完結）であったが、1963年4月2日より60分番組（1回完結）に拡大された。1962年から1963年にかけて人気が沸騰し、視聴率が40%を越えることが多かった。番組最高視聴率（ビデオリサーチ・関東地区調べ）は1963年6月4日放送の47.1%であった。登場する新聞社は4社、東京日報、新日タイムス、中央日日、毎朝であった。
この番組の放送時間は以下の通りであった。
- 1958年4月9日 - 1959年4月1日 … 水曜21時00分 - 21時30分（※初回の1958年4月3日のみ木曜）
- 1959年4月8日 - 1960年3月30日 … 水曜20時00分 - 20時30分
- 1960年4月5日 - 1963年3月26日 … 火曜21時00分 - 21時30分
- 1963年4月2日 - 1964年3月31日 … 火曜20時30分 - 21時30分
- 1964年4月7日 - 1966年3月29日 … 火曜21時40分 - 22時30分
- 1965年4月5日 - 1966年3月7日 … 月曜16時10分 - 16時59分（再放送）

放送開始から1963年4月までは全編が生放送だったが、1時間に放送時間が延長されたのを契機に、前半の30分のみVTR収録する形態に変更された。一部生放送だったこともあって、放送日の天気や事件などの出来事を、記者たちの会話の中に盛り込む事ができたという。また、最後の頃はカラーだったという説もあるが、すべて白黒で放送された。
前述のとおり、最後まで生放送を含む特殊な放送形態であったことから、現存するエピソードは極めて少ない。キネコ録画された以下のエピソードがNHKアーカイブスに保管されている。
- 第1話「札束と拳銃」（前編）
- 第2話「目撃者」（前編)
- 第8話「影なき男」（前後編）
- 第12話「黒い影」（後編）

このうち第8話は、芸術祭参加のために録画されたものと言われており、現存が確認されるものでは、唯一前後編が残っている作品でもある。
「事件記者」という単語は、この番組のタイトルとして、つまり警視庁詰の記者を指す固有名詞として、作者島田一男が創作したものである。しかし番組の人気上昇に伴い、昭和30年代後半からは事件を追う記者全般を指す普通名詞として定着していった。ただし放送当時は、警視庁詰め記者のみが、事件を取り扱っているわけではないと、各署詰めの記者から抗議が来たと言われる。
1966年1月、NHKが番組の打ち切りを決定し、スタッフに通知した。理由は明らかではないものの、その年の春をもって放送を終了する事になった。
番組は人気を保ったため、複数の民放が出演者や島田を引き取って、「事件記者」の放送を続けようと画策した。しかしながら、各放送局が提示してきた条件を巡って、出演者や島田が2グループに分かれてしまい、それぞれNET（現在のテレビ朝日）とフジテレビで出演することになってしまった。
NETを選択したグループは、『ある勇気の記録』という、中国新聞報道部の対暴力団キャンペーンを描いた同名のノンフィクションを題材にしたドラマに出演した。一方、フジテレビを選択したグループは、作者の島田がこちらを選択したこともあって、『事件記者』のタイトルのまま1966年10月より放送を開始したが、いずれも1年程度で放送終了した。
また、放送開始以来のレギュラーであった、アラさんこと清村耕次は、放送終了前の1966年2月1日に急逝したが、その後の調査によって、病気を苦にした自殺と伝えられた。
2003年には第8話を収録したDVD『NHK想い出倶楽部〜昭和30年代の番組より〜(1) 事件記者』が発売された。

#### キャスト（NHK版）
- 相沢：永井智雄 … キャップ（東京日報）
- 長谷部：原保美 … 麻薬のべーさん（東京日報）
- 八田：大森義夫 … ハッタさん、八田老人（東京日報）
- 伊那：滝田裕介 … イナちゃん（東京日報）
- 山崎：園井啓介 … ヤマさん（東京日報）
- 浅野：綾川香 … 浅野のダンナ（東京日報）
- 熊田：外野村晋 … クマさん、キャップ（新日本タイムス）
- 荒木：清村耕次[注 3] … オトボケのアラさん（新日本タイムス）
- 坂本：伊藤正博 … モッちゃん（新日本タイムス）
- 青海：前田昌明 … セイカイどん（新日本タイムス）
- 矢島：藤岡琢也 … ヤジさん（新日本タイムス）※アラさんの代打、ラスト7話分のみレギュラー扱いとなった。
- 浦瀬：高城淳一 … ウラさん、キャップ（中央日日）
- 岩見：山田吾一 … ガンさん（中央日日）※「ガンちゃん」と呼ぶのは八田老人だけだった。
- 白石：近藤洋介 … シロさん（中央日日）
- 国分：谷沢裕之 … トッしゃん（中央日日）
- 鶴岡：中原成男 … ツルさん、キャップ（毎朝）
- 亀田：守田比呂也 … カメちゃん（毎朝）
- 遠山：石井淳 … キンさん（毎朝）
- 須賀：須賀了輔 … スガちゃん(共同通信)
- 原：原精次
- 捜査一課長：高島敏郎
- 山本部長刑事：野口元夫 … ヤマチョウ
- 村田部長刑事：宮坂将嘉 … ムラチョウ
- 遠藤刑事：藤岡重慶 … エンちゃん
- 鳥貝刑事：木下秀雄 … トリさん
- 湯浅現場主任：館敬介
- 警視庁職員：八木千枝 … おミッちゃん
- 一課長秘書：栗原すみよ … おキミさん
- ひさごの女将：坪内美詠子 … おチカさん（イナちゃんの義母）
- 同お運びさん：藤田典子 … ナナちゃん
- アポニーのマスター：清水元 … 田川のオッチャン
- 同ウェイトレス：宮裕子 … ノブちゃん（アラさんの妹）

#### スタッフ（NHK版）
- 作：島田一男
- 演出：若林一郎、坐古悠輔、尾崎長、安江泰雅、山内大輔
- 音楽：小倉朗

### フジテレビ版
NHK版の出演俳優のうち、原保美、園井啓介、大森義夫らがフジテレビ版出演を選択して、作者の島田と共にこちらで続投した。これに天知茂、松村達雄、多々良純、山本學ら新キャストを加えてスタート、6か月間放送された。
放送期間は1966年10月4日から1967年3月28日まで、放送時間は毎週火曜日夜20時00分 - 20時56分であった。

#### キャスト（フジテレビ版）
- 天知茂
- 松村達雄
- 多々良純
- 山本學
- 原保美
- 園井啓介
- 大森義夫
- 谷幹一
- 大辻伺郎
- 織本順吉
- 坪内美詠子
- 宮坂将嘉
- 七尾伶子
- 藤田典子

#### スタッフ（フジテレビ版）
- 原作・脚本：島田一男
- 演出：岡田太郎、塚田圭一、尾崎長

#### サブタイトル
1. 黒い背景 （1966年10月4日）
2. 汚職メモ （10月11日）
3. 口径32 （10月18日）
4. 白鳥 （11月1日）
5. 高い壁 （11月8日）
6. 悪党 （11月15日）
7. 尾行 （11月22日）
8. 虚報 （11月29日）
9. 昼なき男 （12月6日）
10. 逆襲 （12月13日）
11. 師走 （12月20日）
12. 木枯し （12月27日）
13. 凶弾 （1967年1月10日）
14. 破滅 （1月17日）
15. 蜘蛛の目 （1月24日）
16. 陽気な殺し屋 （1月31日）
17. 神の手 （2月7日）
18. 開眼 （2月14日）
19. 根性 （2月21日）
20. 顔 （2月28日）
21. 秘密 （3月7日）
22. 爪跡 （3月14日）
23. 東京八時発 （3月21日）
24. 再会 （3月28日）

## 映画

### 日活版
制作・配給は日活。日活版は、50分ほどのショートプログラムながら番組の雰囲気がよく出ているとして、一定の評価を得た。テレビ版とはキャストが若干異なり、オリジナルキャラクターとして沢本忠雄演じる菅（スガちゃん、東京日報）が登場する。彼は岩見と同日に、桜田クラブに配属された（1作目）という設定である。

#### シリーズ作品（日活版）
- 事件記者（1959年）
- 事件記者 真昼の恐怖（1959年）
- 事件記者 仮面の脅迫（1959年）
- 事件記者 姿なき狙撃者（1959年）
- 事件記者 影なき男（1959年）
- 事件記者 深夜の目撃者（1959年）
- 事件記者 時限爆弾（1960年）
- 事件記者 狙われた十代（1960年）
- 事件記者 拳銃貸します（1962年）
- 事件記者 影なき侵入者（1962年）

#### スタッフ（日活版)
- 企画：岩井金男
- 監督：山崎徳次郎
- 脚本：山口純一郎、西島大（1 - 8、10）、若林一郎（1 - 8）
- 原作：島田一男
- 音楽：三保敬太郎

### 東京映画版
制作は東京映画。配給は東宝。東京映画版はテレビ版のキャストほぼ総出演であるが雰囲気は違っている。

#### シリーズ作品（東京映画版）
- 新・事件記者 大都会の罠（1966年）
- 新・事件記者 殺意の丘（1966年）

#### スタッフ（東京映画版）
- 製作：金原文雄、奥田喜久丸
- 監督：井上和男
- 脚本：石松愛弘(1)、高橋二三(2)、井上和男(2)
- 原作：島田一男
- 音楽：渡辺岳夫